# Mirra Andreeva
Mirra Aleksandrovna Andreeva (em russo:  Мирра Александровна Андреева; nascida em 29 de abril de 2007) é uma tenista profissional russa. 
Mirra tem a melhor classificação de simples no ranking da WTA na 5ª posição, alcançada em 14 de julho de 2025. No Circuito Feminino da ITF, ela conquistou 6 títulos de simples.
Mirra foi nomeada "jogadora revelação do ano" pela WTA ao final da temporada de 2023. Em 2025, tornou-se a jogadora mais jovem a vencer um torneio WTA 1000 ao vencer a dinamarquesa Clara Tauson na final do WTA 1000 de Dubai; com a vitória, Andreeva também tornou-se a tenista mais jovem a entrar no top 10 do ranking individual desde Nicole Vaidisova em 2007.

## Destaques na carreira

### 2022: Estreia no WTA Tour
Mirra iniciou a temporada em fevereiro participando de dois torneios de US$ 15 mil no Egito, ficando na segunda rodada no Sharm El Sheikh 3 e chegando à final do Sharm El Sheikh 4, a qual perdeu para Cody Wong [en] em sets diretos. Em abril, ganhou dois torneios de US$ 15 mil na Turquia, o Antalya 13 no qual venceu Martina Colmegna [en] na final em jogo de três sets e o Antalya 14 no qual venceu Silvia Ambrosio [de] em sets diretos. Em junho chegou à semifinal de um torneio de US$ 25 mil e às oitavas de final de um torneio de US$ 60 mil, ambos na França. Em julho ganhou um torneio de US$ 25 mil na Espanha, vencendo Eva Guerrero Álvarez [de] em sets diretos.
Em outubro, aos quinze anos, Mirra fez sua estreia na chave principal de um torneio do WTA Tour no  Jasmin Open, após receber um "wild card" para o evento de simples. No entanto, ela perdeu na primeira rodada para a sexta "cabeça de chave" Anastasia Potapova, porém num jogo de três sets de 2 horas e 35 minutos. No mesmo mês, Mirra chegou às quartas de final de um torneio de US$ 25 mil em Portugal, e em novembro, ela ganhou mais um torneio de US$ 60 mil em Israel, vencendo Rebecca Peterson em sets diretos na final.

### 2023: Estreias em torneios Major e WTA 1000 e quartas rodadas, top 50
Em janeiro, Mirra chegou à final de simples feminino júnior no Australian Open, que acabou perdendo para sua parceira de duplas Alina Korneeva [en] em jogo de três sets.
Aos 15 anos, classificada em 194º lugar no ranking da WTA, Mirra recebeu um "wild card" para a chave principal de um WTA 1000, o Madrid Open e venceu sua primeira partida do WTA Tour surpreendendo Leylah Fernandez em sets diretos. Com esta vitória, ela se tornou a terceira jogadora mais jovem a vencer uma partida da chave principal de um torneio WTA 1000, atrás apenas de Coco Gauff e CiCi Bellis. Além disso, Mirra foi apenas a segunda jovem de 15 anos a derrotar uma adversária do top 50 em um torneio WTA 1000, com Bellis tendo sido a primeira em 2015. Em seguida, ela derrotou a 13ª "cabeça de chave" Beatriz Haddad Maia, para sua primeira vitória no top 20, chegando à terceira rodada, tornando-se a sétima jogadora mais jovem a derrotar uma adversária do top 20 antes dos 16 anos no século 21. Em seu aniversário de 16 anos, ela registrou sua 16ª vitória profissional contra outra jogadora do top 20, a 17ª cabeça de chave Magda Linette, para chegar às oitavas de final. Em seguida, ela perdeu para a eventual campeã Aryna Sabalenka em sets diretos. Como resultado, Mirra subiu mais de 50 posições até o top 150 do ranking, no número 146 do mundo em 8 de maio de 2023.
Classificada em 143º lugar no ranking, Mirra fez sua estreia em um Grand Slam no Aberto da França. Na qualificatória, ela passou por Polina Kudermetova [en], Marie Benoît [en] ambos os jogos em sets diretos, Olivia Gadecki [en] em jogo de três sets, Camila Osorio e Olga Danilović em sets diretos. Na chave principal, ela derrotou Alison Riske em sets diretos na primeira rodada para registrar sua primeira vitória em Major. Em seguida, ela derrotou a "wild card" Diane Parry em sets diretos para chegar à terceira rodada pela primeira vez em um torneio Major. Como resultado, ela se tornou a jogadora mais jovem a atingir esse marco desde Sesil Karatantcheva, de 15 anos, em 2005, e a sétima jogadora nos últimos 30 anos a chegar a esta fase em Roland Garros antes de completar 17 anos. Apesar de vencer o primeiro set, Mirra perdeu para a sexta cabeça de chave e eventual quarta-finalista Coco Gauff na terceira rodada. Ela subiu mais de 40 posições no ranking WTA, uma posição atrás do top 100, em 12 de junho de 2023.
Na qualificatória para Wimbledon, Mirra venceu Rosa Vicens Mas [en],  Chloé Paquet, todos esses jogos em sets diretos e Tamara Korpatsch [en] em jogo de três sets. Na chave principal, ela chegou à terceira rodada, derrotando Wang Xiyu e a décima cabeça de chave Barbora Krejčíková quando a tcheca foi obrigada a abandonar o jogo que estava perdendo pois sentiu uma contusão. Em seguida, ela derrotou a 22ª cabeça de chave e também russa Anastasia Potapova em sets diretos para chegar à quarta rodada, tornando-se a jogadora mais jovem desde Coco Gauff em 2019 a atingir esse marco no All England Club. Como resultado, ela subiu no ranking para o top 70.
No US Open, Mirra venceu a partida da primeira rodada, antes de cair na segunda para a eventual campeã Coco Gauff em sets diretos. Ela alcançou um novo recorde na carreira, de nº 57 no ranking, em 11 de setembro de 2023. 
No Aberto da China em outubro, Mirra passou pela qualificatória e alcançou a terceira rodada na chave principal, onde perdeu para Elena Rybakina de virada em jogo de três sets, e mesmo assim, subiu no ranking para o top 50. Seu próximo torneio na temporada asiática foi em Hong Kong, onde passou por Dayana Yastremska em sets diretos na primeira rodada e perdeu na segunda para a eventual campeã Leylah Fernandez em jogo de três sets. Nesse mesmo torneio, ela fez parceria com Peyton Stearns nas duplas, elas chegaram às quartas de final, quando perderam para a dupla cabeça de chave N° 2, Katarzyna Piter / Lidziya Marozava [en] em sets diretos, apesar de um placar apertado.
Em meados de dezembro, Mirra foi nomeada "revelação do ano" pela WTA. E já no final do ano, ela realizou o desejo de jogar com um de seus ídolos, Andrey Rublev no torneio de exibição World Tennis League, onde a sua equipe, a "Eagles" conquistou o título.

### 2024: Semifinal em Major, primeiro título WTA, prata na Olimpíada em duplas, Top 20 no ranking
Mirra iniciou a temporada no torneio Brisbane International no qual passou por  Diana Shnaider na primeira rodada, pela quarta cabeça de chave e "Top 20" do mundo, Liudmila Samsonova na segunda e pela experiente Arina Rodionova na terceira, todos esses jogos sem perder um set, para chegar à sua primeira quartas de final em torneios do WTA Tour, no caso um WTA 500. Na quarta de final, enfrentou a também jovem promessa Linda Nosková, e acabou perdendo a partida em sets diretos. Depois disso, partiu para o Australian Open, no qual venceu Bernarda Pera na primeira rodada em sets diretos, surpreendeu a "cabeça de chave" N° 6 Ons Jabeur com uma vitória contundente em sets diretos na segunda, venceu Diane Parry de virada num jogo muito disputado em três sets na terceira, e na sequência, perdeu para a cabeça de chave N° 9 Barbora Krejčíková na quarta rodada em mais um jogo de três sets. Em Dubai ela perdeu para Peyton Stearns na primeira rodada em jogo de três sets e em Indian Wells também perdeu na primeira rodada para  Katie Volynets em sets diretos.
Mirra deu início à temporada em quadras de saibro no Open de Rouen, no qual, como cabeça de chave N° 5 chegou até às quartas de final perdendo para a cabeça de chave N° 3 Anhelina Kalinina em sets diretos. Seu desempenho foi ainda melhor no Aberto de Madri, no qual, depois de passar por Taylor Townsend e Linda Nosková, ambos os jogos em três sets; pela cabeça de chave N° 7 Markéta Vondroušová e pela cabeça de chave N° 12 Jasmine Paolini, em sets diretos, além de defender com sucesso seus pontos da temporada anterior nesse torneio, chegou às quartas de final, onde acabou perdendo para a cabeça de chave N° 2 e defensora do título Aryna Sabalenka em sets diretos. Em seu próximo compromisso, o Aberto de Roma, ela não foi tão bem sucedida, perdendo para Paula Badosa na primeira rodada em sets diretos. Já no Aberto da França, venceu Emina Bektas, na primeira rodada em sets diretos, venceu a cabeça de chave N° 19, Victoria Azarenka, na segunda, em jogo de três sets e venceu Peyton Stearns, na terceira em sets diretos. Nas oitavas de final, venceu Varvara Gracheva, em outro jogo de sets diretos, chegando às quartas de final. Nas quartas de final, enfrentou a cabeça de chave N° 2, Aryna Sabalenka, jogo que venceu de virada em três sets garantindo vaga nas semifinais, tornando-se a jogadora mais jovem a chegar às semificnais de um Grand Slam desde Martina Hingis em 1997. Ela também se tornou a jogadora mais jovem a eliminar uma N° 1 ou N° 2 do mundo em Roland Garros desde Monica Seles em 1990. Na sua semifinal, enfrentou a cabeça de chave N° 12, Jasmine Paolini, jogo que acabou perdendo em sets diretos. Na chave de duplas do Aberto da França, junto com a experiente parceira Vera Zvonareva, chegaram às quartas de final. No entanto, como ela teria que jogar um jogo de duplas no mesmo dia da difícil vitória sobre Sabalenka e teria o jogo de semifinal de simples no dia seguinte, ela decidiu se retirar da chave de duplas.
A temporada em quadras de grama foi curta para Mirra. Ela participou do Bad Homburg Open no qual foi eliminada por Dayana Yastremska na primeira rodada em jogo de três sets. Logo em seguida, em Wimbledon, também foi eliminada na primeira rodada por Brenda Fruhvirtova [en], novamente em jogo de três sets.
De volta às quadras de saibro, Mirra participou do Iași Open na Romênia, no qual, depois de passar por Noma Noha Akugue [en], por Aliaksandra Sasnovich, por Lea Bošković [en] nas quartas de final e por Olga Danilović na sua semifinal, enfrentou a compatriota Elina Avanesyan na final em um jogo muito equilibrado, e quando vencia o "tiebreak" por 4-0, a adversária se retirou por exaustão. Com isso, Mirra conquistou seu primeiro título do WTA Tour. Logo em seguida, participou dos Jogos Olímpicos, onde, na chave de simples, perdeu na primeira rodada para Magda Linette em sets diretos. Já na chave de duplas, em parceria com sua compatriota, Diana Shnaider, chegaram à semifinal, depois de bater as duplas da Austrália, do Canadá e da República Tcheca. Na semifinal, venceram a partida contra a dupla espanhola Cristina Bucșa / Sara Sorribes Tormo em sets diretos. Na final, enfrentaram a dupla italiana Sara Errani / Jasmine Paolini, partida essa que perderam no "super tiebreak", conquistando a medalha de prata.
Depois disso, Mirra partiu para as quadras duras na América do norte, participando do Cincinnati Open, no qual, passou por Emma Navarro, Karolina Pliskova e Jasmine Paolini para chegar às quartas de final, onde enfrentou a número um do mundo, Iga Swiatek. Esse foi um jogo muito equilibrado de duas horas e meia, no qual, depois de ter vencido o primeiro set, Mirra acabou perdendo de virada em três sets. No US Open, passou por Camila Osorio na primeira rodada mas perdeu para Ashlyn Krueger na segunda, ambos os jogos em sets diretos.
Mirra deu início ao giro asiático com um bom desempenho no China Open, no qual, como cabeça de chave N° 17, passou por Irina-Camelia Begu em seu jogo de estreia e pela cabeça de chave N° 16, Donna Vekic na rodada seguinte, ambos os jogos em três sets. Nas oitavas de final venceu a cabeça de chave N° 31, Magda Linette em sets diretos. Nas quartas de final no entanto, perdeu para a cabeça de chave N° 5, Qinwen Zheng em mais um jogo de três sets. Na chave de duplas, em parceria com a compatriota Diana Shnaider chegaram até às quartas de final, quando perderam para a dupla americana Sofia Kenin / Bethanie Mattek-Sands em sets diretos. Mirra melhorou ainda mais seu desempenho no Ningbo Open, no qual, venceu Varvara Lepchenko na primeira rodada em sets diretos e Tamara Korpatsch [en] na segunda, também em sets diretos. Nas quartas de final, enfrentou Barbora Krejčíková, e depois de vencer um disputado primeiro set no "tiebreak", a adversária foi obrigada a se retirar no início do segundo set devido a uma contusão. Na sua semifinal, enfrentou Karolína Muchová, e depois de vencer o primeiro set, mais uma vez, a adversária foi obrigada a se retirar por contusão. Na final, enfrentou a cabeça de chave N° 5, Daria Kasatkina, em jogo que acabou perdendo em três sets, ficando com o vice-campeonato.

### 2025: Mais jovem jogadora a vencer um torneio WTA 1000, Top 10
Mirra iniciou a temporada no torneio Brisbane International no qual, como cabeça de chave N° 8, chegou à semifinal que perdeu para a cabeça de chave N° 1, Aryna Sabalenka em sets diretos. Já na chave de duplas, em parceria com a compatriota Diana Shnaider, conquistaram o título. Depois disso, partiu para o Australian Open, no qual chegou às oitavas de final, onde novamente perdeu para Aryna Sabalenka em sets diretos. Na chave de duplas, ela e Shnaider chegaram até à semifinal.
Em seguida, no giro do Oriente Médio, Mirra chegou à segunda rodada no Qatar Open, onde perdeu para Rebecca Sramkova [en] em jogo de três sets. Na chave de duplas, com Shnaider, novamente chegaram até à semifinal. No torneio seguinte, o Dubai Championships, como cabeça de chave N° 12, teve um excelente desempenho, surpreendendo com vitórias sobre jogadoras de sucesso como: Marketa Vondrousova, Iga Swiatek e Elena Rybakina, e na final, venceu Clara Tauson em sets diretos, conquistando o título, tornando-se a jogadora mais jovem a conquistar um torneio WTA 1000 e quebrando a barreira das Top 10 no ranking.
De volta à América do Norte, Mirra conseguiu um feito inédito, vencendo mais um torneio WTA 1000, o Indian Wells Open, no qual como cabeça de chave N° 9, venceu Varvara Gracheva, Clara Tauson e Elena Rybakina em sets diretos. Nas quartas de final, venceu Elina Svitolina também em sets diretos e na semifinal, venceu a multi campeã e N° 2 do ranking Iga Swiatek em jogo de três sets. Na final, venceu a cabeça de chave N° 1, Aryna Sabalenka de virada também em jogo de três sets conquistando seu segundo torneio WTA 1000 de forma consecutiva. No torneio seguinte, o Miami Open, ao lado de Diana Shnaider, Mirra conquistou seu primeiro título de duplas em um WTA 1000 derrotando Cristina Bucșa e Miyu Kato [en] na final em jogo definido no "super tiebreak". Na chave de simples desse torneio, como cabeça de chave N° 11, venceu Veronika Kudermetova em sua primeira partida, mas perdeu a partida seguinte para Amanda Anisimova em jogo de três sets no qual sentiu dificuldades para respirar devido a uma dor estomacal.

## Vida pessoal
Mirra é a irmã mais nova da também tenista profissional  Erika Andreeva. Ambas nasceram em Krasnoiarsk, mas acabaram se mudando para Moscou para treinar. Desde 2022, ela e Erika treinam no "Elite Tennis Centre" em Cannes, França, antiga base de treinamento de Daniil Medvedev.

## Quadros de linha de tempo
| V | F | SF | QF | #R | RR | Q# | P# | NQ | NP | Z# | PO | O | P | B | NTM | NTI | A | NO |

 •  (V) vencedor; (F) finalista; (SF) semifinalista; (QF) quartas de final; (#R) rodada 4, 3, 2, 1; (RR) round-robin; (Q#) rodada qualificatória;  (NQ) não qualificado; (NP) não participou;  (NO) não ocorreu; (TS) taxa de sucesso (eventos vencidos / participados); (V–P) jogos vencidos-perdidos.
 •  Para evitar confusões e contagem em duplicidade, esses quadros são atualizados após a conclusão de um torneio ou quando a participação de um jogador termina.
Apenas os resultados da chave principal no WTA Tour, torneios do Grand Slam, Fed Cup/Billie Jean King Cup e Jogos Olímpicos estão incluídos nos recordes de vitórias e derrotas.

### Simples
Atual após o Torneio de Wimbledon de 2024.
| Torneio                  | 2022 | 2023 | 2024  | TS                     | V–P                    | %–V                    |
| ------------------------ | ---- | ---- | ----- | ---------------------- | ---------------------- | ---------------------- |
| Torneios de Grand Slam   |      |      |       |                        |                        |                        |
| Australian Open          | NP   | NP   | 4R    | 0 / 0                  | 0–0                    | 75%                    |
| Aberto da França         | NP   | 3R   | SF    | 0 / 1                  | 2–1                    | 78%                    |
| Wimbledon                | NP   | 4R   | 1R    | 0 / 2                  | 3–2                    | 75%                    |
| US Open                  | NP   | 2R   |       | 0 / 1                  | 1–1                    | 50%                    |
| Vencidos-Perdidos        | 0–0  | 6–3  | 8–3   | 0 / 6                  | 14–6                   | 70%                    |
| WTA 1000                 |      |      |       |                        |                        |                        |
| Qatar Open               | NP   | NTI  | NP    | 0 / 0                  | 0–0                    | –                      |
| Dubai Championships      | NTI  | A    | 1R    | 0 / 1                  | 0–1                    | 0%                     |
| Indian Wells Open        | NP   | NP   | 1R    | 0 / 0                  | 0–0                    | –                      |
| Miami Open               | NP   | NP   | NP    | 0 / 0                  | 0–0                    | –                      |
| Madrid Open              | NP   | 4R   | QF    | 0 / 2                  | 7–2                    | 78%                    |
| Italian Open             | NP   | NP   | 1R    | 0 / 1                  | 0–1                    | 0%                     |
| Canadian Open            | NP   | NP   | NP    | 0 / 0                  | 0–0                    | –                      |
| Cincinnati Open          | NP   | NP   | QF    | 0 / 1                  | 3–1                    | 75%                    |
| Guadalajara Open         | NP   | NP   | NTI   | 0 / 0                  | 0–0                    | –                      |
| Wuhan Open               | NO   | NO   |       | 0 / 0                  | 0–0                    | –                      |
| China Open               | NO   | 3R   |       | 0 / 1                  | 2–1                    | 67%                    |
| Vencidos-Perdidos        | 0–0  | 5–2  | 4–4   | 0 / 6                  | 9–6                    | 60%                    |
| Estatísticas da carreira |      |      |       |                        |                        |                        |
|                          | 2022 | 2023 | 2024  | TS                     | V–P                    | %–V                    |
| Torneios                 | 1    | 7    | 11    | Total da carreira: 19  | Total da carreira: 19  | Total da carreira: 19  |
| Títulos                  | 0    | 0    | 0     | Total da carreira: 0   | Total da carreira: 0   | Total da carreira: 0   |
| Finais                   | 0    | 0    | 0     | Total da carreira: 0   | Total da carreira: 0   | Total da carreira: 0   |
| Duro Vencidos–Perdidos   | 0–1  | 4–3  | 9–5   | 0 / 9                  | 13–9                   | 59%                    |
| Saibro Vencidos–Perdidos | 0–0  | 6–3  | 16–4  | 1 / 8                  | 22–7                   | 76%                    |
| Grama Vencidos–Perdidos  | 0–0  | 3–1  | 0–2   | 0 / 3                  | 3–3                    | 50%                    |
| Vencidos-Perdidos geral  | 0–1  | 13–7 | 25–11 | 1 / 20                 | 38–19                  | 67%                    |
| % de Vitórias            | 0%   | 65%  | 69%   | Total da carreira: 67% | Total da carreira: 67% | Total da carreira: 67% |
| Ranking de final de ano  | 405  | 46   |       | US$ 2.027.163          | US$ 2.027.163          | US$ 2.027.163          |

## Finais importantes

### Partidas de medalha nos Jogos Olímpicos

#### Duplas: 1 (medalha de prata)
| Status | Ano  | Torneio                  | Piso   | Parceira       | Oponentes                   | Placar           |
| ------ | ---- | ------------------------ | ------ | -------------- | --------------------------- | ---------------- |
| Prata  | 2024 | Jogos Olímpicos de Paris | Saibro | Diana Shnaider | Sara Errani Jasmine Paolini | 6–2, 1–6, [7–10] |

## Finais do WTA Tour

### Simples: 4 (3 títulos, 1 vice)
| Legenda          |
| ---------------- |
| Grand Slam (0–0) |
| WTA Finals (0–0) |
| WTA 1000 (2–0)   |
| WTA 500 (0–1)    |
| WTA 250 (1–0)    |

| Finais por piso |
| --------------- |
| Duro (3–1)      |
| Saibro (1–0)    |
| Grama (0–0)     |

| Finais por ambiente |
| ------------------- |
| Ao ar livre (4–1)   |
| Indoor (0–0)        |

| Status | V–D | Data     | Torneio                                     | Nível    | Piso   | Oponente        | Placar            |
| ------ | --- | -------- | ------------------------------------------- | -------- | ------ | --------------- | ----------------- |
| Venceu | 1–0 | Jul 2024 | Iași Open, Romênia                          | WTA 250  | Saibro | Elina Avanesyan | 5–7, 7–5, 4–0 ab. |
| Perdeu | 1–1 | Out 2024 | Ningbo Open, China                          | WTA 500  | Duro   | Daria Kasatkina | 0–6, 6–4, 4–6     |
| Venceu | 2–1 | Fev 2025 | Dubai Championships, Emirados Árabes Unidos | WTA 1000 | Duro   | Clara Tauson    | 7–61, 6–1         |
| Venceu | 3–1 | Mar 2025 | Indian Wells Open, Estados Unidos           | WTA 1000 | Duro   | Aryna Sabalenka | 2–6, 6–4, 6–3     |

### Duplas: 1 (1 vice)
| Legenda          |
| ---------------- |
| Grand Slam (0–0) |
| Olimpíadas (0–1) |
| WTA 1000 (0–0)   |
| WTA 500 (0–0)    |
| WTA 250 (0–0)    |

| Finais por piso |
| --------------- |
| Duro (0–0)      |
| Saibro (0–1)    |
| Grama (0–0)     |

| Finais por ambiente |
| ------------------- |
| Ao ar livre (0–1)   |
| Indoor (0–0)        |

| Status | V–D | Date     | Torneio                | Nível     | Piso   | Parceira       | Oponentes                   | Placar           |
| ------ | --- | -------- | ---------------------- | --------- | ------ | -------------- | --------------------------- | ---------------- |
| Perdeu | 0–1 | Ago 2024 | Jogos Olímpicos, Paris | Olimpíada | Saibro | Diana Shnaider | Sara Errani Jasmine Paolini | 6–2, 1–6, [7–10] |

## Finais do Circuito ITF

### Simples: 7 (6 títulos, 1 vice)
| Legenda                      |
| ---------------------------- |
| Torneios de US$ 100,000      |
| Torneios de US$ 80,000       |
| Torneios de US$ 60,000 (3–0) |
| Torneios de US$ 40,000       |
| Torneios de US$ 25,000 (1–0) |
| Torneios de US$ 15,000 (2–1) |

| Finais por piso |
| --------------- |
| Duro (2–1)      |
| Saibro (4–0)    |
| Grama (0–0)     |
| Carpete (0–0)   |

| Status | V–D | Data     | Torneio                       | Nível  | Piso   | Oponente             | Placar             |
| ------ | --- | -------- | ----------------------------- | ------ | ------ | -------------------- | ------------------ |
| Perdeu | 0–1 | Fev 2022 | ITF Sharm El Sheikh, Egito    | 15.000 | Duro   | Cody Wong            | 4–6, 1–6           |
| Venceu | 1–1 | Abr 2022 | ITF Antalya, Turquia          | 15.000 | Saibro | Martina Colmegna     | 6–7(6–8), 6–0, 6–2 |
| Venceu | 2–1 | Abr 2022 | ITF Antalya, Turquia          | 15.000 | Saibro | Silvia Ambrosio      | 7–5, 6–2           |
| Venceu | 3–1 | Jul 2022 | ITF El Espinar, Spain         | 25.000 | Duro   | Eva Guerrero Álvarez | 6–4, 6–2           |
| Venceu | 4–1 | Nov 2022 | Meitar Open, Israel           | 60.000 | Duro   | Rebecca Peterson     | 6–1, 6–4           |
| Venceu | 5–1 | Abr 2023 | Chiasso Open, Suíça           | 60.000 | Saibro | Céline Naef          | 1–6, 7–6(7–3), 6–0 |
| Venceu | 6–1 | Abr 2023 | Bellinzona Ladies Open, Suíça | 60.000 | Saibro | Fiona Ferro          | 2–6, 6–1, 6–4      |

## Finais de Grand Slam júnior

### Simples: 1 (vice)
| Status | Ano  | Torneio         | Piso | Oponente       | Placar             |
| ------ | ---- | --------------- | ---- | -------------- | ------------------ |
| Perdeu | 2023 | Australian Open | Duro | Alina Korneeva | 7–6(7–2), 4–6, 5–7 |

## Vitórias contra jogadoras do Top 10
Andreeva tem um recorde de 3–4 (43%) contra jogadoras que, na data do jogo estavam ranqueadas no Top 10.
| #    | Player              | Rk | Evento                          | Piso   | Rd | Placar             | RkM | Ref    |
| ---- | ------------------- | -- | ------------------------------- | ------ | -- | ------------------ | --- | ------ |
| 2024 |                     |    |                                 |        |    |                    |     |        |
| 1.   | Ons Jabeur          | 6  | Australian Open, Austrália      | Duro   | 2R | 6–0, 6–2           | 47  | [ 66 ] |
| 2.   | Markéta Vondroušová | 7  | Madrid Open, Espanha            | Saibro | 3R | 7–5, 6–1           | 43  | [ 67 ] |
| 3.   | Aryna Sabalenka     | 2  | Aberto da França, França        | Saibro | QF | 6–7(5–7), 6–4, 6–4 | 38  | [ 68 ] |
| 4.   | Jasmine Paolini     | 5  | Cincinnati Open, Estados Unidos | Duro   | 3R | 3–6, 6–3, 6-2      | 24  | [ 69 ] |